# V. zona nogometnog prvenstva Hrvatske 1947./48.
III. zona nogometnog prvenstva Hrvatske (kao i III Zona Rijeka, Prvenstvo Istre i Rijeke) je bila jedna od pet zonskih liga prvenstva Hrvatske u nogometu, ujedno i trećeg ligaškog ranga nogometnog prvenstva Jugoslavije u sezoni 1947./48. 

Sudjelovalo je sedam klubova s područja Istre i Hrvatskog Primorja, a prvak je bilo "Primorje" iz Sušaka.

## Ljestvica
| mj. | klub           | ut. | pob. | ner. | por. | gol+ | gol- | GR  | bod |
| --- | -------------- | --- | ---- | ---- | ---- | ---- | ---- | --- | --- |
| 1.  | Primorje Sušak | 10  | 7    | 1    | 2    | 16   | 9    | +7  | 15  |
| 2.  | Pula           | 10  | 6    | 3    | 1    | 26   | 16   | +10 | 15  |
| 3.  | Rudar Raša     | 10  | 5    | 1    | 4    | 24   | 14   | +10 | 11  |
| 4.  | Radnik Rijeka  | 10  | 4    | 2    | 4    | 23   | 24   | -1  | 10  |
| 5.  | Crikvenica     | 10  | 3    | 2    | 5    | 16   | 22   | -6  | 8   |
| 6.  | Rovinj         | 10  | 0    | 1    | 9    | 12   | 32   | -20 | 2   |
|     | Proleter Pula  |     |      |      |      |      |      |     |     |

- "Primorje" (Sušak) stekao je pravo sudjelovanja u jedinstvenoj Hrvatskoj ligi sljedeće sezone, ali je odustao, pa je to pravo iskoristila Pula koja je naredne sezone igrala u Hrvatskoj ligi.
- "Proleter" (Pula) je odustao od natjecanja te se krajem 1947 spojio s USO u NK Pula.
- "Radnik" (Rijeka) nastao je 16. rujna 1947. fuzijom Mornara i Torpeda.
- Sušak danas dio Rijeke

## Rezultatska križaljka
| kratica | klub           | CRI | PRI | PULA | RAD | ROV | RUD | PRO |
| --- | -------------- | --- | --- | ---- | --- | --- | --- | --- |
| CRI | Crikvenica     |     |     |      |     |     |     |     |
| PRI | Primorje Sušak |     |     |      |     |     |     |     |
| PULA | Pula           |     |     |      |     |     |     |     |
| RAD | Radnik Rijeka  |     |     |      |     |     |     |     |
| ROV | Rovinj         |     |     |      |     |     |     |     |
| RUD | Rudar Raša     |     |     |      |     |     |     |     |
| PRO | Proleter Pula  |     |     |      |     |     |     |     |
| |                |     |     |      |     |     |     |     |
| podebljan rezultat - utakmice od 1. do 7. kola (1. utakmica između klubova) rezultat normalne debljine - utakmice od 8. do 14. kola (2. utakmica između klubova) rezultat nakošen - nije vidljiv redoslijed odigravanja međusobnih utakmica iz dostupnih izvora rezultat nakošen i smanjen * - iz dostupnih izvora nije uočljiv domaćin susreta prekrižen rezultat - poništena ili brisana utakmica p - utakmica prekinuta 3:0 p.f. / 0:3 p.f. - rezultat 3:0 bez borbe |                |     |     |      |     |     |     |     |

 Izvori: 

## Poveznice
- Završnica prvenstva Hrvatske 1947./48.
- I. zona prvenstva Hrvatske 1947./48.
- II. zona prvenstva Hrvatske 1947./48.
- III. zona prvenstva Hrvatske 1947./48.
- Nogometno prvenstvo Jugoslavije – 3. ligaški rang 1947./48.